# Lilian Crouail
Lilian Crouail (1929-1983) est un journaliste français du quotidien Le Havre libre qui fut président du Syndicat national des journalistes (SNJ).

## Biographie
Journaliste au service du quotidien Le Havre libre, il en devient le rédacteur en chef, puis le secrétaire de la section normande de son syndicat, le SNJ. Le Havre libre s'étant rapproché du quotidien de Rouen Paris Normandie, il mène l'action des journalistes contre le rachat de l'entreprise par Robert Hersant en 1971-1972, avec Paul Déron, rédacteur en chef du quotidien, le professeur André Paysan, membre du Comité national pour la liberté de l'information, et Raymond Lorge, président de la société des rédacteurs de Paris-Normandie. Puis il est élu dans la foulée président du Syndicat national des journalistes (SNJ). Il est réélu à ce poste lors du congrès de juin 1974.